# Área metropolitana de Lugo
El Área metropolitana de Lugo está ubicada en la zona central de la provincia gallega de Lugo (España). emprende la comarca de Lugo y los municipios de Castro de Rey, Outeiro de Rey, Rábade y Corgo. La población ronda los 112.919 habitantes.

## Aeródromo
El Aeródromo de Rozas está situado a 8 km del centro de Lugo. En la actualidad no existe ninguna ruta comercial operando, siendo un centro importante de aviación deportiva.

## Trenes
El área metropolitana de Lugo cuenta con una estación de tren de pasajeros en la línea La Coruña-Monforte de Lemos ubicada en el barrio del Sagrado Corazón y una estación de pasajeros en Rábade, a quince minutos de la primera, conectadas por servicio de media distancia. También cuenta con una terminal de mercancías entre los polígonos industriales de O Ceao y As Gándaras.

## Autopistas, autovías y carreteras
Las siguientes vías en servicio comunican el área de Lugo con el resto de Galicia:
| Nombre de la vía | Denominación                                | Itinerario                                                            | Comentarios adicionales |
| ---------------- | ------------------------------------------- | --------------------------------------------------------------------- | --- |
| A-6              | Autovía del Noroeste                        | Arteijo-Madrid                                                        | 488 Lugo Sur-Nadela 493 Lugo (centro)-Hospital Universitario 497 Lugo (centro) 500 Lugo (Norte) - Polígono Industrial do Ceao                              |
| LU-11            | Acceso Suroeste a Lugo                      | Lugo-Nadela ( A-6 , CG-2.2 , N-6                                      | Desdoblamiento de la antigua N-VI |
| LU-021           | Ronda Este de Lugo                          | Ronda Norte ( N-640 - Hospital Universitario Lucus Augusti - LU-530 ) | Propiedad de la Junta de Galicia |
| N-6              | Carretera de La Coruña                      | Madrid - La Coruña                                                    | Con tronco de autovía entre sus kilómetros 494 a 498 Autovía Lugo-Nadela ( LU-11 ) y como carretera doble urbana entre los puntos kilométricos 504 a 507.  |
| N-540            | Carretera Lugo-Orense                       | Lugo-Guntín-Chantada-Orense                                           | En Guntín de Pallares nace la N-547 con dirección a Santiago                                                                                               |
| N-543            | Antigua Carretera de Santiago               | Lugo-Barrio del Puente-N-540                                          | |
| N-640            | Carretera de Vegadeo a Villagarcía de Arosa | Villagarcía de Arosa-Lalín-Lugo-Vegadeo                               | Desdoblada entre la A-6 y la Ronda Norte de Lugo. En dirección Vilagarcía comparte trazado con la N-540 hasta la altura de Monterroso                      |
| N-640            | Ronda Norte de Lugo                         | Villagarcía de Arosa-Lalín-Lugo-Vegadeo                               | Nace en la intersección LU-021-N-640-N-640a, terminando en la N-6.                                                                                         |
| CG-2.2           | Vía de Alta Capacidad Lugo-Monforte         | Nadela - Sarria - Monforte de Lemos                                   | "Corredor" autonómico. Está prevista la finalización de la conversión en autovía del tramo Nadela-Sarria en 2015 según el plan MOVE de la Junta de Galicia |
| LU-530           | Estrada Lugo - Fonsagrada                   | Lugo - LU-021 - A-6 - Castroverde - Baleira - Fonsagrada              | Está previsto su desdoblamiento entre LU-021 y la A-6 |

Las siguientes vías está en fase de ejecución:
| Nombre de la vía | Denominación                         | Itinerario | Comentarios adicionales |
| ---------------- | ------------------------------------ | --- | --- |
| A-54             | Autovía Santiago-Lugo                | Santiago de Compostela SC-20 - Aeropuerto de Santiago de Compostela SC-21 - Arzúa - Mellid - Palas de Rey - Guntín - Lugo - Nadela A-6 488 | Fecha estimada de finalización de los tramos en el entorno de Lugo: 2012 (Monte de Meda-Guntín), 2013 (Monte de Meda-Vilamoure-Nadela, Vilamoure-Lugo ) |
| LU-021           | Ronda Este de Lugo ( segunda fase )) | Ronda Este ( LU-021 - LU-11 ) | Propiedad de la Junta de Galicia. |

- Datos: Q16488697